# لورين بايلي
لورين بايلي (بالإنجليزية: Lorraine Bayly)‏ هي ممثلة أسترالية، ولدت في 16 يناير 1937 في أستراليا.

## وصلات خارجية
- لورين بايلي على موقع IMDb (الإنجليزية)
- لورين بايلي على موقع ميوزك برينز (الإنجليزية)
- لورين بايلي على موقع أول موفي (الإنجليزية)
- لورين بايلي على موقع قاعدة بيانات الأفلام السويدية (السويدية)
- لورين بايلي على موقع ديسكوغز (الإنجليزية)
- لورين بايلي على موقع قاعدة بيانات الفيلم (الإنجليزية)
- لورين بايلي على موقع كينوبويسك (الروسية)